# Oppiella besucheti
Oppiella besucheti är en kvalsterart som beskrevs av Sandór Mahunka och Luise Mahunka-Papp 2000. Oppiella besucheti ingår i släktet Oppiella och familjen Oppiidae. Inga underarter finns listade i Catalogue of Life.